# ベンジャミン・グレアム
ベンジャミン・グレアム（Benjamin Graham, 1894年5月9日 - 1976年9月21日）は、アメリカ合衆国の経済学者。今日でもよく「バリュー投資の父」「ウォール・ストリートの最長老」と呼ばれるプロの投資家であった。
グレアムが最も知られているのは、億万長者の投資家ウォーレン・バフェットの育ての親としてであろう。バフェットはコロンビア大学でのグレアムの教え子の中で唯一A+をもらった生徒である。他によく知られているグレアムの生徒にはウィリアム・ルアーン、アービィング・カーン、ウォルター・シュロス、チャールズ・ブランデスがいる。
バフェットはグレアムを堅固な知的投資の骨組みを確立した人物として信頼し、グレアムを父親に次いで影響力のある人物であると語っている。グレアムはバフェットとカーンに多大な影響を与え、彼らは自らの子供をグレアムと名付けている。また、1938年の彼の国際商品準備通貨構想はジョン・メイナード・ケインズのバンコールに大きな影響を与えた。

## 経歴
グレアムは1894年にロンドンのユダヤ系の家庭に、ベンジャミン・グロースバウム(Benjamin Grossbaum)として生まれる。彼が1歳のときに一家はアメリカに移住した。1914年、彼はコロンビア大学で学士の学位を得る。卒業前に彼は哲学、数学、英語の3つの異なる学科で授業を担当することを申し出られたが、ニューヨークの証券会社に入社する。その後1926年に、ジェローム・ニューマンと投資会社グレアム・ニューマン社を設立。1928年にはコロンビア大学のビジネススクールで教鞭を取りはじめる。
1929年、グレアムは株価大暴落とそれに続く世界恐慌で経済的に追い込まれた状態となり、これをきっかけに健全な投資についての研究を始める。1934年、デヴィッド・ドッドとの共著『証券分析』を出版。同書は本気の投資家にとって執筆されて以来最も権威ある書物であると考えられている。『証券分析』と1949年に出版された『賢明なる投資家』(2003年に第4版がジェイソン・ズウェイによって刊行された)の2冊は最も広く賞賛される書籍である。
ウォーレン・バフェットは1976年にグレアムが亡くなった直後に「ファイナンシャル・アナリスツ・ジャーナル」誌に追悼文を寄せ、『賢明なる投資家』は、証券分析分野の出版物で次点の候補をあげることさえ困難な最高の書籍であると述べている。
1956年、グレアム・ニューマン社が解散し、以後、ニューヨーク金融協会理事、証券アナリストセミナー評議員を歴任する。

## グレアムの投資哲学

### 投資方針
グレアムは、投資とは、「詳細な分析に基づいたものであり、元本の安全性を守りつつ、かつ適正な収益を得るような行動を指す。」と定義する。そして、投資には投機的な要素があるものの、この要素を最小限に抑え、いつやってくるかわかならい不況（株価の下落）に対して、財政的・心理的に備える必要があると説いている。
グレアムは、投資を行う際必ず守ってもらいたいこととして、「企業の有形資産価値を大幅に上回る価格の株には手をださない。」ことを挙げている。
そして実際に株式を購入する際は、過去10年かそれ以上にわたってその企業が安定した収益を上げており、将来起こりうる低迷に備えた十分な規模と財政的な力を備えていることを確認しなければならないと述べている。

### バリュー投資
グレアムが購入した株式の大半は割安株であった。上記の原則を守り、企業が「内在」する価値以下の金額で買う方針を取ったのである。
いわゆる成長株には、本来その企業が有している収益力をはるかに上回る株価がつくことがある。人気が高いこういった銘柄には将来の収益に対する控えめな見積もりから、十分な安全域を確保できない株価がつく傾向があるが、割安株は株価がその企業のもつ評価額よりも安い状態にあるため、計算ミスや運の悪さを十分にカバーできる安全域があると説く。
グレアムが重視したのは、会社の将来の成長性に対する思い入れではなく、その銘柄が逆境（不況）に耐え得る能力があるかどうかという点であった。
市場から過小評価された株式を購入するというのが、グレアムの取った投資方針であった。

### グレアムの好きな寓話
グレアムは、株主は株式を『ビジネスを受領できる所有権』として考えるべきであると薦めた。心にそのような見方を持って、株主は、気まぐれな株価の変動にあまり気を煩わすべきではない。短期間で見ると市場は、投票機械のように振舞うが、長期間で見るとおもりを計る機械のように行動する。つまり長い目で見れば、株式の価格とその本来の価値は等しくなる。
グレアムは投資が最も能率的になされるときに投資が最も知的になると教える。バフェットは、この陳述をこれまでに書かれた投資についての言葉の中で最も重要な言葉であるとみなしている。グレアムは、投資家は会社の財務状況を分析することに時間を費やすべきだと言う。他人が自分に同意するかしないかということで、株式投資家が間違っていたり正しかったりすることはない、事実と自分の分析が正しいから自分は正しいと彼は述べた。
グレアムの好きな寓話は『ミスターマーケット』という毎日株主の家のドアの前に現れては、毎日違う価格で株の売買を持ちかけてくる親切な人物の話である。ミスターマーケットによって提示される価格は、しばしば妥当なように思えるが、それはしばしば馬鹿らしい価格のときもある。投資家は、彼の提示した価格に同意し取引してもよいし、彼を完全に無視してもよい。いずれにしろミスターマーケットは、翌日も他の株式の価格を引き合いに投資を持ちかけてくるのだ。問題は、ミスターマーケットが気まぐれで提示してくる価格に振り回されてはいけないということである。投資家は、市場に参加することではなく市場の愚かさから利益を得るべきである。投資家は、ミスターマーケットがしばしば行う不快な言動に対して、過度に気をとらわれるよりも、むしろ現実世界の会社のパフォーマンスに注目し、割安な株式を取得することに集中する方がよい。彼は、会社の財務状態の分析なしに、価格が高騰しているという理由だけで株式の取得を勧める人間に批判的であった。この観察は今日も極めて妥当である。

## 著書
- ベンジャミン・グレアム 土光篤洋（監修）/増沢和美 新美美葉（訳）『賢明なる投資家（英題：The Intelligent Investor）』Pan Rolling、2000年9月19日。ISBN 4-939103-29-3。
- ベンジャミン・グレアム ＆ スペンサー・Ｂ・メレディス（著）関本博英（訳）『賢明なる投資家（財務諸表 編）』Pan Rolling、2001年11月12日。ISBN 4-939103-46-3。
- ベンジャミン・グレアム ＋ デビッド・Ｌ・ドッド（著）関本博英 増沢和美（訳）『証券分析【1934年版】（英題：Security Analysis）』Pan Rolling、2002年10月14日。ISBN 4-7759-7005-4。